# Textpattern
Textpattern is een vrij- en opensource-contentmanagementsysteem (CMS). Het is bedoeld voor het opzetten en bijhouden van een weblog, maar ook meer algemene (dynamische) websites kunnen ermee worden gecreëerd. Textpattern maakt gebruik van de PHP-programmeertaal. Alle content wordt opgeslagen in een MySQL-database. Textpattern wordt gepubliceerd onder de GPL-licentie.
Textpattern werd oorspronkelijk ontwikkeld door Dean Allen, voor zijn eigen website. Langzamerhand ontstond, uit de hechte en zeer actieve Textpattern-gemeenschap, een team van ontwikkelaars dat inmiddels het werk van Dean Allen heeft overgenomen.
De eerste testversies van Textpattern verschenen al in 2001. Versie 4.0 (van 14 augustus 2005) was de eerste 'officiële' versie. De huidige versie van Textpattern is 4.5.5 (uitgekomen op 4 oktober 2013).

## Eigenschappen
Textpattern heeft het volgende te bieden aan gebruikers, beheerders en ontwikkelaars van websites:
- Textile, een opmaaktaal waarmee tekst wordt omgezet in XHTML.
- Eindresultaat van een bewerking en de onderliggende XHTML zijn van tevoren zichtbaar.
- Code die voldoet aan de webstandaarden zoals opgesteld door het W3C en vormgeving gescheiden van inhoud, via CSS.
- Een XML-achtig template-systeem, waarmee herbruikbare stukken content en code kunnen worden gemaakt.
- Een hiërarchische gebruikersstructuur, variërend van 'beheerder' tot 'vormgever', elk met zijn eigen rechten en mogelijkheden.
- De mogelijkheid commentaar te geven, met diverse anti-spam maatregelen.
- Ingebouwde statistieken, die tevens tonen via welke site men komt.
- Websyndicatie via RSS en Atom.
- Een uitbreidbare architectuur gebaseerd op plug-ins.
- De mogelijkheid CSS te bewerken.
- De mogelijkheid eenvoudig externe links te beheren.
- De mogelijkheid afbeeldingen te beheren en toe te wijzen aan specifieke stukken content.
- De mogelijkheid bestanden te beheren en ter download aan te bieden.
- Scheiding van inhoud en presentatie met 'secties' voor de presentatie en 'categorieën' voor de inhoud.
- UTF-8-codering en (gedeeltelijk)[2] vertaalde ondersteuning voor de talen: Nederlands (40%), Arabisch (41%), Bulgaars, Catalaans, Chinees, Deens, Duits (49%), Engels (100%), Galicisch, Grieks, Estisch, Fins, Frans (100%), Hebreeuws, Hongaars, Indonesisch, IJslands, Italiaans (100%), Japans, Lets, Noors, Oekraïens, Pools, Portugees, Roemeens, Russisch, Slowaaks, Spaans, Thai, Tsjechisch en Zweeds.